# Championnats panaméricains d'escrime 2012
Navigation
Édition précédente Édition suivante
Les 7es championnats panaméricains d'escrime se déroulent à Cancún au Mexique du 15 au 20 juin 2012.

## Médaillés
| Épreuves                               | Or                                                                                      | Argent                                                                          | Bronze                                                                                              |
| -------------------------------------- | --------------------------------------------------------------------------------------- | ------------------------------------------------------------------------------- | --------------------------------------------------------------------------------------------------- |
| Épée                                   |                                                                                         |                                                                                 | |
| Hommes individuel résultats détaillés  | Soren Thompson                                                                          | Rubén Limardo                                                                   | Tigran Bajgoric Seth Kelsey                                                                         |
| Hommes par équipes résultats détaillés | Venezuela- Silvio Fernández - Francisco Limardo - Ruben Limardo - Kelvin Caña           | États-Unis- Seth Kelsey - Pryor Jason - Ralph Rhea - Soren Thompson             | Canada- Tigran Bajgoric - Vincent Pelletier - John Wright - Hugues Boisvert-Simard                  |
| Femmes individuel résultats détaillés  | Maya Lawrence                                                                           | Jesika Jiménez Luna                                                             | Courtney Hurley Sherraine Schalm                                                                    |
| Femmes par équipes résultats détaillés | États-Unis- Courtney Hurley - Kelley Hurley - Maya Lawrence - Susie Scanlan             | Brésil- Rayssa Costa - Clarisse Menezes - Cleia Guilhon - Amanda Simeão         | Canada- Joanna Guy - Ainsley Switzer - Sherraine Schalm - Daria Jorquera Palmer                     |
| Fleuret                                |                                                                                         |                                                                                 | |
| Hommes individuel résultats détaillés  | Race Imboden                                                                            | Alexander Massialas                                                             | Étienne Lalonde-Turbide Gerek Meinhardt                                                             |
| Hommes par équipes résultats détaillés | États-Unis- Race Imboden - Alexander Massialas - Gerek Meinhardt - Miles Chamley-Watson | Brésil- Lucas Mochko - Fernando Scavasin - Heitor Shimbo - Guilherme Toldo      | Canada- Samuel Hardwicke-Brown - Étienne Lalonde Turbide - Anthony Prymack - Maximilien Van Haaster |
| Femmes individuel résultats détaillés  | Lee Kiefer                                                                              | Saskia Loretta van Erven García                                                 | Alanna Goldie Nzingha Prescod                                                                       |
| Femmes par équipes résultats détaillés | États-Unis- Lee Kiefer - Nicole Ross - Doris Willette - Nzingha Prescod                 | Canada- Alanna Goldie - Eleanor Harvey - Monica Peterson                        | Venezuela- Isis Gimenez - Yulitza Suarez - Marianny Rincones - Johana Fuenmayor                     |
| Sabre                                  |                                                                                         |                                                                                 | |
| Hommes individuel résultats détaillés  | Joseph Polossifakis                                                                     | Jeff Spear                                                                      | Melvin Rodriguez James Williams                                                                     |
| Hommes par équipes résultats détaillés | États-Unis- Jeff Spear - James Williams - Timothy Morehouse - Daryl Homer               | Canada- Mark Peros - Vincent Couturier - Philippe Beaudry - Joseph Polossifakis | Venezuela- Carlos Bravo - Abraham Rodriguez - Eliecer Rincones Almao - Hernán Jansen                |
| Femmes individuel résultats détaillés  | Mariel Zagunis                                                                          | Dagmara Wozniak                                                                 | María Belén Pérez Maurice Sandra Sassine                                                            |
| Femmes par équipes résultats détaillés | États-Unis- Ibtihaj Muhammad - Daria Schneider - Dagmara Wozniak - Mariel Zagunis       | Venezuela- Alejandra Benítez - Patricia Contreras - Ariagny Diaz                | Canada- Imola Bakos - Gabriella Page - Katherine Porter - Sandra Sassine                            |

## Tableau des médailles
| Rang  | Nation     | Or | Argent | Bronze | Total |
| ----- | ---------- | -- | ------ | ------ | ----- |
| 1     | États-Unis | 10 | 4      | 5      | 19    |
| 2     | Canada     | 1  | 2      | 9      | 12    |
| 3     | Venezuela  | 1  | 2      | 2      | 5     |
| 4     | Brésil     | 0  | 2      | 0      | 2     |
| 5     | Colombie   | 0  | 1      | 0      | 1     |
| 5     | Panama     | 0  | 1      | 0      | 1     |
| 7     | Argentine  | 0  | 0      | 1      | 1     |
| 7     | Porto Rico | 0  | 0      | 1      | 1     |
| Total | Total      | 12 | 12     | 18     | 42    |